# نیزو یاماموتو
نیزو یاماموتو (به ژاپنی: 山本 二三, Yamamoto Nizō); ۲۷ ژوئن ۱۹۵۳ – ۱۹ اوت ۲۰۲۳) طراح تولید، و کارگردان فیلم اهل ژاپن بود.